# Obra das Mães pela Educação Nacional
A Obra das Mães pela Educação Nacional (OMEN) foi uma organização feminina do Estado Novo português. Integrava mulheres pertencentes à aristocracia e próximas dos dirigentes do regime.

## Criação e fins
A OMEN foi criada pelo Decreto n.º 26 893, de 15 de agosto de 1936, tendo por objetivo estimular a acção educativa da família e assegurar a cooperação entre esta e a escola nos termos da Constituição. O responsável pela criação desta instituição foi o então Ministro da Educação Nacional, António Carneiro Pacheco.
Segundo os estatutos desta organização, regulamentados nesse mesmo ano, os objetivos desta instituição seriam estimular a ação educativa da família, assegurar a cooperação entre esta e a escola e preparar melhor as “gerações femininas” para os seus futuros deveres maternais, domésticos e sociais. De entre as várias formas de atuação, saliente-se a orientação que deveria ser dada às mães através de uma ativa difusão das noções fundamentais de higiene e puericultura, de modo a criarem os seus filhos da melhor forma e em estreita colaboração com a Organização Nacional Defesa da Família.
Entre os seus fins contava-se o de contribuir por todas as formas para a plena realização da educação nacionalista da juventude portuguesa. Desta forma, pretendia auxiliar as
mães de modo a que os seus filhos pudessem ir à escola, libertando-as para o cumprimento das tarefas familiares e domésticas. Entre os apoios concedidos pela
OMEN constava o fornecimento de refeições escolares gratuitas.

### Dirigentes
- Elisabeth Bandeira de Melo, Condessa de Rilvas;
- Maria Guardiola;
- Mafalda Vaz Pinto, Condessa de Penha Garcia

### Direção técnica
- Maria Luísa Van Zeller

## Mocidade Portuguesa Feminina
A organização e orientação da Mocidade Portuguesa Feminina foi confiada à OMEN.

## Extinção
A Obra das Mães pela Educação Nacional foi extinta pelo Decreto-Lei n.º 698/75, de 15 de dezembro.
A partir da Obra das Mães pela Educação Nacional de Macau, implementada em 1959, foi fundada no então território português a Obra das Mães, pela Portaria n.º 1/76, de 3 de Janeiro.